# Écluse de Dreweatt

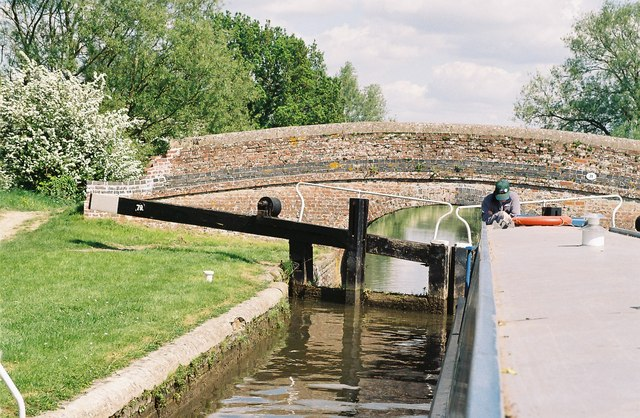
Écluse de Dreweatt

L’écluse de Dreweatt est une écluse sur le canal Kennet et Avon, située entre Kintbury et Newbury, dans le Berkshire, en Angleterre.
L'écluse de Dreweatt a été construite entre 1718 et 1723 sous la direction de l'ingénieur John Hore de Newbury. Le canal est administré par la British Waterways. L’écluse permet de franchir un dénivelé de 1,75 m (5 pi 9 po).
Cet ouvrage est classé grade II.